# Lortet
Lortet település Franciaországban, Hautes-Pyrénées megyében. Lakosainak száma 210 fő (2022. január 1.). Lortet Izaux, Bazus-Neste, Hèches, Labastide és Saint-Arroman községekkel határos.

## Népesség
A település népességének változása:
| Lakosok száma | 223  | 213  | 217  | 213  | 213  | 218  | 215  | 213  | 210  |
|               | 2013 | 2015 | 2016 | 2017 | 2018 | 2019 | 2020 | 2021 | 2022 |